# 잉그램 MAC-10
잉그램 MAC-10(Military Armament Corporation Model 10)은 휴대성이 높은 블로우백 방식 기관단총이다. 1964년 고든 B. 잉그램이 개발하였다.

## 단점
- 빠른 연사력 때문에 반동이 심하다.
- 한손으로 화기를 발사시 손목 부상에 위험이 있다.
- 기관단총이므로 사거리가 짧다.
- 정확성이 떨어진다.

## 장점
- 아주 빠른 연사력을 가지고 있다.
- 무게가 가볍다.
- 들고 다니기 쉽다.

## 같이 보기
- 잉그램 MAC-11